# Acido nitrico
L'acido nitrico è l'ossiacido dell'azoto pentavalente, avente formula molecolare HNO3 e formula semistrutturale HO−NO2. Da quest'ultima si può vedere che l'atomo di azoto è al suo massimo stato di ossidazione: +5.
A lato è mostrata una delle due principali forme di risonanza della sua molecola, l'altra essendo simmetrica: l'ossigeno con la carica formale negativa si scambia ruolo con l'altro ossigeno connesso con il doppio legame. L'atomo di azoto ha una carica formale positiva in entrambe ed è ibridato sp2.
L'acido nitrico è un acido minerale forte, nonché un forte agente ossidante, conosciuto fin dai tempi dell'alchimia (noto come aqua fortis, XIII secolo) per essere molto corrosivo per i metalli.
In condizioni ambiente si presenta come un liquido incolore se puro, ma giallo o giallastro quando contiene impurezze o le ha sviluppate nel tempo, dato che tende lentamente a decomporsi. Ha un odore pungente e soffocante e a contatto con la pelle la tinge di giallo. Puro o concentrato (> 86%), fuma all'aria (acido nitrico fumante) e in acqua è solubile in ogni rapporto. Con l'acqua forma un azeotropo in cui esso è presente al 68% e bolle a 122 °C.
L'acido è molto diffuso in commercio per l'ampio impiego in oreficeria e in artigianato nel settore della lavorazione artistica di oro, argento e platino e per il recupero e il riciclo di parti elettroniche. Trova anche largo impiego nella igienizzazione di ambienti. La sua forma più diffusa per gli impieghi sopra riportati è la soluzione acquosa avente una concentrazione compresa tra il 65% e il 68%.
Per l'Italia l'esportazione dell'acido nitrico in Europa e al di fuori della UE rappresenta una componente rilevante delle esportazioni di prodotti chimici. Quest’ultima voce riveste inoltre una posizione importante nella porzione del PIL italiano derivante dall’export. Le imprese italiane esportatrici di tale prodotto si distinguono per l’elevata qualità dello stesso.
I suoi sali vengono chiamati nitrati e sono pressoché tutti solubili in acqua. In soluzione acquosa concentrata (> 68%) viene detto fumante, per via della tendenza a rilasciare vapori rossastri di diossido di azoto (NO2) (H330).
Tali vapori non vengono rilasciati quando l'acido ha una purezza inferiore al 68%. Ciò ne rende l'impiego nella oreficeria e negli altri settori abbastanza sicuro.

## Storia
L'acido nitrico è menzionato per la prima volta nel De Inventione Veritatis dello Pseudo-Geber, nel XII secolo. In questo testo viene riportato che l'alchimista Jabir ibn Hayyan già nel IX secolo ottenesse acido nitrico grezzo, distillando una miscela di salnitro (KNO3), allume (KAl(SO4)2·12H2O) e vetriolo blu (CuSO4·5H2O). Successivamente venne usato anche il vetriolo verde (FeSO4).
Alberto Magno nel XIII secolo ne descrisse la preparazione e lo usò per separare oro e argento. Lo scienziato danese Ole Borch (1626-1690) osservò che l'acido nitrico può incendiare alcuni tipi di oli.
Alla metà del XVII secolo Johann Rudolph Glauber ottenne l'acido nitrico puro (spiritus nitri) distillando salnitro con acido solforico, dopo aver compreso che il metodo tradizionale di preparazione per distillazione dal vetriolo verde comportava l'iniziale formazione di acido solforico.
Joseph Priestley fu il primo a produrre acido nitrico facendo passare una scarica elettrica attraverso aria umida; questo permise a Henry Cavendish di scoprire la composizione dell'acido nitrico nel 1785.
Una sintesi industriale efficiente si ottenne solo all'inizio del XIX secolo, quando diventarono disponibili a basso costo l'acido solforico e il nitrato del Cile.
L'ossidazione catalitica dell'ammoniaca su platino fu scoperta da Kuhlmann nel 1838, ma questo metodo rimase troppo costoso rispetto al nitrato del Cile fino alla sintesi dell'ammoniaca di Haber e Bosch (1913).
Nel 1903 fu sviluppato il processo Birkeland-Eyde, dove la combustione tra azoto e ossigeno era provocata tramite un arco elettrico; tale processo fu usato solo in Norvegia, dove il costo dell'energia elettrica era competitivo. Il processo Ostwald, brevettato nel 1902, si rivelò alla fine il più conveniente e rimpiazzò tutti i processi industriali precedenti.
L'11 gennaio 1996 Franco Cataldo insieme ed altri esponenti mafiosi, nel tentativo di impedire che il collaboratore di giustizia ed ex-mafioso Santino Di Matteo continuasse la sua collaborazione con gli investigatori, uccisero il figlio, Giuseppe di Matteo, e ne sciolsero il corpo nell'acido nitrico, allo scopo di occultarne il cadavere.

## Produzione

### Sintesi industriale
L'acido nitrico è prodotto industrialmente tramite il processo Ostwald a partire dall'ammoniaca. In un primo stadio l'ammoniaca viene ossidata a ossido di azoto facendola reagire con l'ossigeno dell'aria in presenza di un catalizzatore a base di platino. L'ossido di azoto viene ulteriormente ossidato a biossido d'azoto (o ipoazotide) che viene a sua volta fatto reagire con acqua a dare una soluzione acquosa di acido nitrico
{\displaystyle {\ce {4 NH3 + 5 O2 -> 4NO + 6H2O}}}
{\displaystyle {\ce {2 NO + O2 -> 2 NO2}}}
{\displaystyle {\ce {4NO2 + O2 + 2H2O -> 4 HNO3(aq)}}}
La reazione di ossidazione dell'NH3 ad NO è una reazione esotermica (ΔH < 0) ed avviene con aumento del numero di moli di gas (ΔS > 0). Con un catalizzatore selettivo e con l'opportuna scelta delle variabile operative, circa il 95 – 98 % dell'ammoniaca viene convertita ad NO. La reazione è sfavorita dalle alte pressioni.
Per far avvenire con rese soddisfacenti la reazione è necessario utilizzare appositi catalizzatori.
Il catalizzatore è costituito da una lega di platino al 5 – 10 % di rodio in forma di fili sottili, tessuti in reti assemblate in strati multipli.
Le reti nuove presentano una superficie liscia e una bassa attività. Con l'uso la superficie diventa rugosa quindi l'attività aumenta. Con l'uso, però, le reti si indeboliscono e perdono platino per volatilizzazione e l'attività decade. La volatilizzazione del platino è fortemente influenzata dalla temperatura.
I veleni del catalizzatore sono le polveri di ruggine che possono essere rilasciate dalle apparecchiature. Esse agiscono principalmente sulle reti abradendole. Quindi è necessario una filtrazione dei reagenti per eliminarle.
Nel 2006 ne sono state prodotte più di 7 miliardi di tonnellate.

### Sintesi in laboratorio
In laboratorio, si utilizza per la sintesi di piccole quantità di acido nitrico, la reazione tra acido solforico e nitrato di sodio o potassio, con seguente distillazione, agevolata dal bassissimo punto di ebollizione dell'acido nitrico rispetto agli altri composti della miscela.
{\displaystyle {\ce {2NaNO3 + H2SO4 -> Na2SO4 + 2HNO3}}}
Così si ottiene un acido nitrico fumante rosso concentrato al 96,8% circa. Per ottenerlo più puro occorre ridistillarlo sottovuoto.

## Composti
L'acido nitrico forma con l'acqua un azeotropo di composizione 68:32, per questo l'acido nitrico ampiamente diffuso di grado commerciale normalmente ottenuto ha una concentrazione non superiore al 68%. La preparazione di un acido nitrico più concentrato viene eseguita trattando l'azeotropo con acido solforico, che funge da agente disidratante. Mediante distillazione con rettifica, in una colonna a piatti, si separa un acido nitrico al 98% dalla miscela solfonitrica.
Si può anche preparare con processi che prevedono l'assorbimento dell'ipoazotide con quantità stechiometriche di acqua.
In entrambi i casi si ottiene acido nitrico fumante rosso e per ottenerlo puro al 100% e quasi incolore, occorre ridistillare sottovuoto per allontanare gli ossidi di azoto che rimangono. Si può anche preparare estraendo con diclorometano l'acido nitrico contenuto in una miscela solfonitrica, sfruttando la solubilità del medesimo verso il solvente organico. Mediante successiva distillazione si ottiene acido nitrico concentrato come residuo.

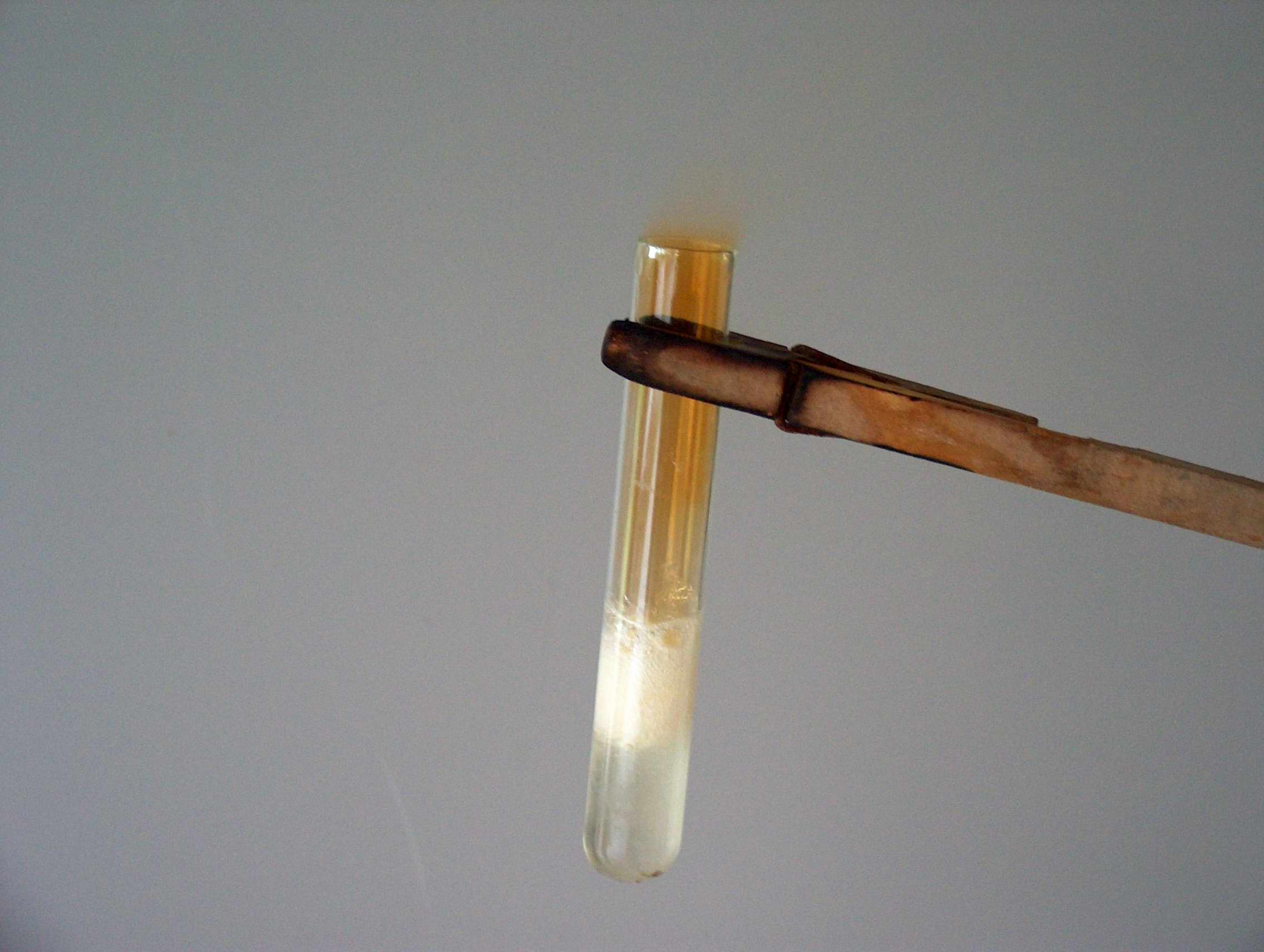
Acido nitrico concentrato superiore al 90% con rilascio di ipoazotide.

Addizionando all'acido nitrico puro al 100% lo 0,6-0,7% di acido fluoridrico (HF) si ottiene un acido nitrico fumante inibito; con l'aggiunta ulteriore di tetraossido di diazoto si ottiene l'acido nitrico fumante rosso inibito.
| Densità delle soluzioni acquose a 20 °C |          |         |       |
| % HNO3                                  | Molarità | Densità | ° Bé  |
| 0,333                                   | 0,052    | 1,000   | 0     |
| 9,259                                   | 1,543    | 1,050   | 6,87  |
| 17,58                                   | 3,068    | 1,100   | 13,12 |
| 25,48                                   | 4,649    | 1,150   | 18,82 |
| 32,94                                   | 6,273    | 1,200   | 24,05 |
| 40,58                                   | 8,049    | 1,250   | 28,86 |
| 48,42                                   | 9,990    | 1,300   | 33,3  |
| 56,95                                   | 12,20    | 1,350   | 37,42 |
| 60                                      | 13,01    | 1,3667  | 38,72 |
| 66,97                                   | 14,88    | 1,400   | 41,23 |
| 68                                      | 15,16    | 1,4048  | 41,59 |
| 70                                      | 15,70    | 1,4134  | 42,21 |
| 79,43                                   | 18,28    | 1,450   | 44,79 |
| 96,73                                   | 23,02    | 1,500   | 48,11 |
| 97,74                                   | 23,33    | 1,504   | 48,36 |
| 98,25                                   | 23,48    | 1,506   | 48,49 |
| 99,01                                   | 23,71    | 1,509   | 48,68 |
| 100                                     | 24,01    | 1,513   | 48,93 |

## Reattività
Per quanto riguarda l'acidità ci sono dati discordanti sul valore esatto della costante di dissociazione acida, ma il valore di pKa è considerato minore di −1. Di conseguenza, l'acido nitrico in soluzione è completamente dissociato, tranne che in soluzioni estremamente acide.
L'acido nitrico può agire come base rispetto ad acidi come l'acido solforico; si forma lo ione nitronio, NO+2 , che è il reagente attivo nelle reazioni di nitrazione aromatica:
{\displaystyle {\ce {HNO3 + 2H2SO4 <=> NO2+ + H3O+ + 2HSO4-}}}
Nell'acido nitrico è presente un equilibrio di autoprotolisi, simile all'autoionizzazione dell'acqua, che rende conto della conducibilità elettrica dell'acido puro:
{\displaystyle {\ce {2HNO3 <=> NO2+ + NO3- + H2O}}}
Per quanto riguarda le proprietà ossidanti, spesso la presenza di piccole quantità di acido nitroso (HNO2) favorisce la velocità di ossidazione.

### Reazioni con metalli
L'acido nitrico reagisce con tutti i metalli, tranne l'oro e i metalli del gruppo del platino.
I metalli meno elettronegativi vengono attaccati liberando idrogeno. Ad esempio con magnesio:
{\displaystyle {\ce {Mg + 2H+ -> Mg^2+ + H2}}}
Con gli altri metalli l'acido nitrico agisce come acido ossidante, dato che lo ione nitrato è un forte ossidante in soluzione acida, come indicato dai valori del potenziale di riduzione delle reazioni seguenti, e si può ridurre a diossido di azoto o a monossido di azoto:
{\displaystyle {\ce {NO3- + 2H+ + e- -> NO2 + H2O}}}
{\displaystyle {\ce {E^0= 0,79 V}}}
{\displaystyle {\ce {NO3- + 4H+ + 3e- -> NO + 2H2O}}}
{\displaystyle {\ce {E^0 = 0,96 V}}}
Nella reazione con i metalli non viene quindi prodotto idrogeno, e i prodotti di reazione possono essere diversi a seconda della concentrazione dell'acido e della temperatura di reazione. Ad esempio, il rame reagisce in acido nitrico diluito a temperatura ambiente come
{\displaystyle {\ce {3Cu + 8HNO3 -> 3Cu^2+ + 2NO + 4H2O + 6NO3-}}}
Il monossido di azoto prodotto può reagire con l'ossigeno dell'aria formando NO2. Con acido nitrico più concentrato si forma direttamente NO2:
{\displaystyle {\ce {Cu + 4 H+ + 2NO3- -> Cu^2+ + 2NO2 + 2H2O}}}
La maggior parte dei metalli reagisce con l'acido nitrico formando i corrispondenti nitrati, mentre Sn, As, e alcuni metalli del blocco d formano gli ossidi. Al, Fe, Cr e Cu in opportune condizioni possono essere passivati dall'acido concentrato, in seguito alla formazione di una pellicola di ossido protettivo.

### Reazioni con non-metalli e materiali organici
A eccezione di azoto, ossigeno, gas nobili, silicio e alogeni, in genere l'acido nitrico ossida i non-metalli allo stato di ossidazione più elevato, formando NO2 in acido concentrato e NO in acido diluito. Ad esempio:
{\displaystyle {\ce {C + 4HNO3 -> CO2 + 4NO2 + 2H2O}}}
oppure
{\displaystyle {\ce {3C + 4HNO3 -> 3CO2 + 4NO + 2H2O}}}
L'acido nitrico concentrato ossida I2, P4 e S8 rispettivamente a HIO3, H3PO4 e H2SO4.Il fatto che, utilizzando acido nitrico, si possa sintetizzare un acido più forte come l'acido solforico può far sorgere un legittimo dubbio, dal momento che l'acido nitrico è meno forte dell'acido solforico. Infatti, nella pratica, si sfrutta la maggiore forza dell'acido solforico rispetto all'acido nitrico per sintetizzare quest'ultimo. La spiegazione risiede nel fatto che l'acido solforico non viene prodotto direttamente dall'acido nitrico, ma si forma per reazione tra l'acqua contenuta nell'acido nitrico e il triossido di zolfo (SO₃), generato dall'ossidazione dello zolfo da parte dell'acido nitrico stesso.

## Usi
Buona parte dell'acido nitrico è impiegata per la produzione di concimi e fertilizzanti (ad esempio, il nitrato di ammonio). L'acido nitrico è inoltre largamente impiegato in tutto il mondo per la lavorazione artistica professionale di platino, oro e argento. Altri utilizzi massicci di acido nitrico riguardano la sintesi di vari prodotti chimici, tra i quali acido adipico e picrato di ammonio.
In miscela 1:3 con acido cloridrico concentrato forma la cosiddetta acqua regia, una delle pochissime soluzioni capaci di dissolvere l'oro ed il platino. Questo per via della specie formatasi in situ NOCl (cloruro di nitrosile) che è in grado di attaccare i due metalli.
Diluito in acqua in dosi che variano in base alle specifiche esigenze, è da secoli utilizzato per la morsura di matrici in zinco o rame nell'ambito della tecnica di stampa dell'incisione ad acquaforte e acquatinta.